# 閻海登
閻海登（1930年—2004年），中国音樂家，擅吹笙，曾編寫多首笙曲（如《晉調》），亦和高金香、蕭云翔一同編寫笙教程《笙的演奏法》。
閻海登1930年出生於中華民國山西省定襄縣的一戶農家，8歲失怙，母親改嫁而棄養閻海登及其兄。其兄輔導其參加當地鼓樂班子，學習樂器，閻海登在笙的表現上最為突出，受竹笛演奏家劉管樂推薦進入天津人民藝術劇院（今天津市歌舞劇院）。閻海登的作品多帶有太原附近的地方鄉土風格。其青年時期適逢中華人民共和國成立初期，作品多配合國家政策所作，社會主義色彩豐富。代表作《晉調》、《孔雀開屏》則較不具有上述特色。
曹建国、李光陆、唐富、杨守成等笙演奏家均曾向閻海登學習過。

## 家庭
閻海登的四個兒子也都在笙領域有著極佳的表現，被誉为“ 笙笙不息 ”的閻氏世家。其長子閻金生為天津音樂學院笙教授，閻紅生、閻利生、閻永生皆為地方上或是部隊中知名的演奏家。閻海登也為四個嫡孫取名閻續、閻延、閻藝、閻術。其中閻續是天津音乐学院的硕士研究生 , 在2004年全国首届笙大赛中获金奖。